# Рейкові скріплення
Рейкове скріплення — (або проміжні рейкові скріплення) найважливіший елемент верхньої будови колії, в істотному ступені визначає надійність, параметри геометрії і просторової жорсткості рейкової колії, від чого залежать умови взаємодії шляху та рухомого складу, а також його вартість при влаштуванні та витрати протягом життєвого циклу.
Проміжні рейкові скріплення призначені для надійного з'єднання рейки з підрейковою основою і забезпечення електроізоляції рейкових ниток на ділянках з автоблокуванням і електротягою. При цьому вони повинні зменшувати рівень вібрацій, що передаються від рейок на шпала і далі на баласт та земляне полотно.

## Класифікація скріплень (застосовуються в Росії)
На конструкції проміжних рейкових скріплень для залізобетонних шпал видано більше тисячі патентів. Однак все різноманіття конструкцій можна згрупувати по ряду ключових ознак.
За призначенням прикріплювачів:
- Роздільні, коли підкладка до шпал і рейок до підкладки прикріплюється різними прикріплювачами (скріплення типу КБ, К2);
- Нероздільні, коли і підкладка до шпал, і рейок до підкладки прикріплюються одними і тими ж прикріплювачами (БП);

За наявністю підкладки:
- Підкладкові (КБ, БП);
- Безпідкладкові (ЖБ, ЖБР-65, АРС, Пандрол - 350);

За характеристиками притискного елемента (клеми):
- Жорсткі (КБ, К2);
- Пружні пластинчасті (ЖБ, ЖБР);
- Пружні пруткові (ЖБР-65, АРС, Пандрол — 350);

За типом прикріплювачів до шпал:
- Болтові (КБ, БП, ЖБ);
- Анкерні (Пандрол — 350, АРС);
- шурупно — дюбельні (К2, ЖБР-65Ш)

## Класифікація скріплень (застосовуються в Україні)
- клемо-болтові (КБ)
- пружинно-болтове (КПП-12)
- проміжне пружинне (КПП-5, КПП-5М, КПП-5К)